# Saint-Philippe-du-Seignal
 Saint-Philippe-du-Seignal  es una población y comuna francesa, situada en la región de Aquitania, departamento de Gironda, en el distrito de Libourne y cantón de Sainte-Foy-la-Grande.

## Demografía
| 227 | 249 | 289 | 342 | 389 | 394 |
| Para los censos de 1962 a 1999 la población legal corresponde a la población sin duplicidades (Fuente: INSEE [Consultar]) |     |     |     |     |     |